# Wehau-Krankheit
Wehau ist der altägyptische Name einer Hautkrankheit im Bereich des unteren Rückens. Der aus dem Neuen Reich stammende Papyrus Turin 21 nennt unter anderem die Wehau-Krankheit als Todesursache. Im Tagewählkalender findet die saisonale Wehau-Krankheit Erwähnung und ist dort für den Zeitraum von Ende April bis Anfang August belegt. 

## Belege

### Papyrus Chester Beatty VI
Der altägyptische medizinische Papyrus Papyrus Chester Beatty VI berichtet ebenfalls im Zusammenhang der Wehau-Krankheit:

„König Osiris spricht zum Wesir Chontamenti. (In ein Land wird geschickt), ... um Feinde aus Ägypten zu vertreiben...fassen mit deiner linken Hand. Heilmittel für das Vertreiben von wehu aus den Gliedern...Und du sollst auflegen Rinderdung und sollst (ihn) umdrehen, ...bis er heiß geworden ist.“

Die zugehörige Vignette zeigt eine menschliche Figur, die ausgestreckt auf dem Bauch liegt. Auf deren Rücken steht eine Gestalt, die einen Speer in das Hinterteil stößt. Daneben sind vier Krokodile damit beschäftigt, die vorderen Körperpartien zu behandeln. Die unter der Vignette befindliche Abbildung ist größtenteils zerstört. Unter anderem ist noch ein Träger der oberägyptischen Krone zu erkennen, der in einer Papyrusbarke einem Krokodil den Weg versperrt. Die Wehu-Krankheit gilt im Papyrus Chester Beatty VI als magisch-medizinische veranlasste Aktion.

### Naos der Dekaden
Auf dem Naos der Dekaden ist das Wirken der Wehu-Krankheit in die 31. Dekade (28. Juli bis 5. August) datiert:

„Der große Gott am Uranfang. Er ist der, der wehau verursacht im ganzen Land, nachdem er über das Unheil in Heliopolis Abrechnung gehalten hat. Er ist der, der ein Blutbad aussendet nach Süden, Norden, Westen, Osten unter alle Lebende und jedermann in Iat-nebes, der auf der Erde oder im Wasser ist.“